# Mike Flood
Michael John Flood, detto Mike (Omaha, 23 febbraio 1975), è un politico statunitense, membro della Camera dei Rappresentanti per lo stato del Nebraska dal 2022.

## Biografia
Nativo di Omaha, Flood si laureò in giurisprudenza presso l'Università di Notre Dame. Fin dalla scuola superiore, fu attivo come conduttore radiofonico per emittenti locali; nel corso degli anni divenne proprietario di otto stazioni radiofoniche e sette emittenti televisive.
Nel 2004 venne eletto come repubblicano all'interno dell'Assemblea legislativa del Nebraska, dove rimase per i successivi otto anni. Tra il 2007 e il 2013 rivestì anche la carica di presidente dell'assemblea e nel 2010 fu menzionato nella lista dei "40 under 40" stilata dalla rivista Time per identificare gli astri nascenti della politica statunitense. Si candidò alla carica di governatore del Nebraska nel 2014, ma abbandonò la competizione dopo la diagnosi di cancro al seno ricevuta da sua moglie. Nel 2020 tornò a candidarsi all'Assemblea legislativa del Nebraska e venne rieletto.
Nel 2022 si candidò alla Camera dei Rappresentanti in un'elezione speciale indetta per riassegnare il seggio del deputato Jeff Fortenberry, dimessosi in seguito ad uno scandalo. Flood riuscì ad essere eletto ma, pur essendo nettamente favorito, vinse con un margine di scarto molto ristretto sull'avversaria democratica Patty Pansing Brooks. Venne poi rieletto per un mandato completo nel corso delle elezioni di mid-term che si tennero nello stesso anno.